# イングラハム (DD-694)
イングラハム (USS  Ingraham , DD-694) は、アメリカ海軍の駆逐艦。アレン・M・サムナー級駆逐艦の3番艦。艦名は議会名誉黄金勲章受章者であり、合衆国海軍後にアメリカ連合国海軍で勤務したダンカン・イングラハム大佐に因む。

## 艦歴
「イングラハム」は、1943年8月4日にニュージャージー州カーニーのフェデラル・シップビルディング・アンド・ドライドック社で起工。1944年1月16日イングラハムを祖父に持つジョージ・イングラハム・ハンチントン夫人によって命名・進水し、3月10日ニューヨーク海軍工廠でH・W・ゴードン少佐の指揮下就役した。

### 第二次世界大戦
バーミューダで公試後、バージニア州ノーフォークで訓練された後、太平洋艦隊に配属され、1944年10月31日、マーシャル諸島エニウェトク環礁に到着した。11月半ばにはフィリピンのルソン島を空襲する空母の護衛を行った。12月12日まで哨戒活動や対潜戦を行った後、ミンドロ島への上陸作戦を支援し、12月15日には駆逐艦バートンとともにミンドロ島の南西で日本の貨物船を撃沈した。レイテ湾北西のサンペドロ湾に短期滞在した後、1945年1月2日に出航。1月6日にルソン島西部のリンガエン湾に到着し、対空砲火や艦砲射撃を行った。1月終わりには日本本土空襲にあたる第58任務部隊に配備された。2月18日には姉妹艦のモール、バートンと共に、北緯30度00分 東経142度00分 / 北緯30.000度 東経142.000度の地点で特設監視艇第三十五南進丸（西大洋漁業、86トン）を、北緯30度00分 東経141度00分 / 北緯30.000度 東経141.000度の地点で特設監視艇第五福一丸（昭和漁業、150トン）を、北緯31度00分 東経137度30分 / 北緯31.000度 東経137.500度の地点で特設監視艇第三共和丸（加藤文吉、154トン）をそれぞれ撃沈した。2月20日にサイパン島で修理を受けた後、2月23日に硫黄島攻略部隊に配属された。3月21日より沖縄戦に参加。5月5日、取舵側の喫水線上部に爆弾を受けて、51名の死傷者を出した（死者15名）。その後カリフォルニア州サンフランシスコ湾にあるハンターズ・ポイントで修理を受け終戦を迎えた。
修理が終わった後、アメリカ西海岸で行動し、1946年5月7日からはビキニ環礁で行われる原子爆弾の実験に参加した。

### 戦後・ギリシャ海軍で
1947年2月24日、サンディエゴを出航し極東に配属されることとなった。洋上で様々な演習を行った後、6月末にマニラに到着、グアム、メルボルン、シドニーに寄港、珊瑚海海戦の戦場でのセレモニーに参加した後、10月8日、サンディエゴに戻った。カリフォルニア州沿岸にとどまっていたが、1949年4月4日、ノーフォークに向けて出航し、4月20日に到着した。大西洋で行動した後、1950年11月24日から第6艦隊に配属され4ヶ月間地中海に派遣された。1951年夏には大西洋に戻ったが、同年秋から1952年夏までは地中海に再び派遣された。
1953年4月24日、空母レイク・シャンプレインの護衛として地中海からスエズ運河を通り日本に向かった。6月9日、横須賀港に到着。その後朝鮮戦争に従軍している国連軍支援を行った。朝鮮戦争が休戦となった後、10月27日、ノーフォークへ向けて帰還した。1954年には対潜任務、南米への航海、北アイルランドで行われたNATOの軍事演習に参加した。1955年6月、オーバーホールを行なってからスカンジナビア諸国に向けて航海し、同年9月6日ノーフォークに戻った。
1956年7月28日、ノーフォークを出航し地中海の第6艦隊に加わり、スエズ危機の際、同艦隊の一員であった。同年12月4日、ノーフォークに帰還。1957年9月、10月に行われたNATOの軍事演習に参加した。
1958年2月、第6艦隊に復帰、地中海や紅海で警戒を行い、1958年7月2日、レバノン危機が起きる前にノーフォークに帰還した。アメリカ東海岸で行動した後、1959年2月13日から第6艦隊に加わり、ワルシャワ条約機構との緊張に備えた。同年8月30日に地中海を離れ、9月7日からノーフォーク海軍工廠でオーバーホールを行った。1960年9月から1961年3月まではフロリダ州のメイポート海軍補給基地を根拠地として活動し、その後バージニア州ポーツマスで8ヶ月間オーバーホールを行った。1962年2月23日、ロードアイランド州ニューポートに母港を移した。大西洋やカリブ海で活動し、マーキュリー計画に関係したり、キューバ危機の際にはソビエト連邦により弾道ミサイルがキューバから撤去されるまで、海上封鎖に携わった。その後1965年9月29日までアメリカ東海岸や地中海で活動した。
1965年9月29日、ニューポートを出航。ベトナム戦争に加わるため、西太平洋へ向かった。同年10月31日、横須賀港に到着、補給を受けた後、南シナ海に展開。空母タイコンデロガに同行し陸上部隊の支援を行った。11月12日には南ベトナムのサイゴン川を10マイル（約16km）遡り、敵補給基地を攻撃。11月13日にはベトコンが活動している地域で行動した。1965年12月には中国の海南島付近やトンキン湾でソビエト連邦の潜水艦に対する哨戒活動を行った。1966年1月1日から1月24日まで、第77任務部隊（第7艦隊の前身）の所属となった。2月4日、ベトナム近海から離れ、スエズ運河を経由してニューポートへ帰還を開始した。同年4月8日、ニューポートへ到着、補修や訓練を経て6月14日から21日までカリブ海で行われた上陸戦のための演習に参加した。
1971年6月15日、退役し、同年7月16日にギリシャへ売却された。ギリシャ海軍から、19世紀のギリシャ海軍の英雄にちなんで「ミアオウリス (Miaoulis)」と命名され、1992年まで活動を続けた。
2001年10月9日、ギリシャ海軍により標的艦とされ、沈没した。 
沖縄戦での活躍などにより、第二次世界大戦の功績で4個、朝鮮戦争の功績によって5個目の従軍星章を受章した。